# Jan Carstenszoon
 (décembre 2020).
Si vous disposez d'ouvrages ou d'articles de référence ou si vous connaissez des sites web de qualité traitant du thème abordé ici, merci de compléter l'article en donnant les références utiles à sa vérifiabilité et en les liant à la section « Notes et références ».
Pour les articles homonymes, voir Carstensz.
Jan Carstenszoon (également connu sous le nom de Jan Carstensz) était un explorateur hollandais sur lequel on connait peu de choses.
En 1623, il fut chargé par la compagnie néerlandaise des Indes orientales de diriger une expédition vers la côte méridionale de la Nouvelle-Guinée et au-delà, pour améliorer les connaissances sur les terres plus au sud décrites par Willem Janszoon lors de son voyage sur le Duyfken en 1606.
Parti d'Ambon dans les Indes orientales néerlandaises avec deux navires, la Pera et l'Arnhem, Carstenszoon navigua dans le Golfe de Carpentarie. Lors d'une escale pour s'approvisionner en eau douce, il rencontra un groupe d'aborigènes australiens. Carstenszoon les décrivit comme des "pauvres et misérables gens" qui n'avaient "aucune connaissance des métaux précieux ou des épices».
Le 8 mai 1623, Carstenszoon et son équipage s'affrontèrent avec un groupe d'environ 200 aborigènes à l'embouchure d'une petite rivière près de l'actuel Cape Duyfken (du nom du navire de Janszoon) et fit escale à Pennefather River. Il appela la région golfe de Carpentarie en l'honneur de Pieter de Carpentier, à l'époque Gouverneur général de la Compagnie hollandaise des Indes orientales.

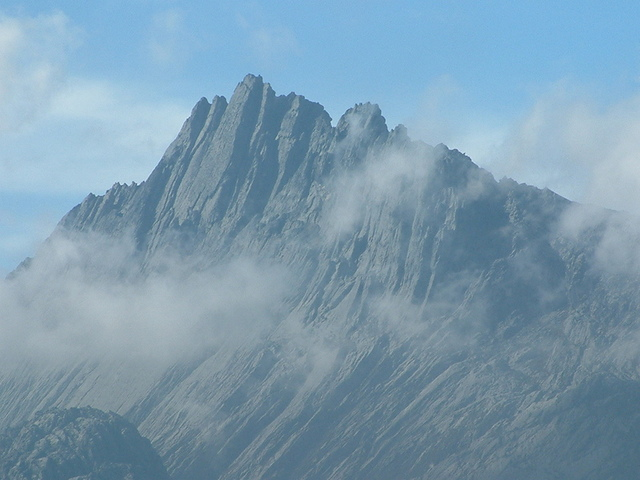
La pyramide Carstensz ou Puncak Jaya en Indonésie.

La pyramide Carstensz, le point culminant de l'Océanie, dans la partie indonésienne de la Nouvelle-Guinée a été appelée ainsi en son honneur. Il raconta qu'il avait vu des glaciers au sommet de la montagne et ses affirmations d'avoir vu de la neige près de l'équateur firent qu'on se moqua de lui à son retour en Europe.
Il est à l'origine de plusieurs autres noms de lieu le long de la côte nord de l'Australie.